# Siponimod
El siponimod, comercializado bajo la marca Mayzent, es un medicamento utilizado para tratar la esclerosis múltiple. En concreto, se utiliza para las formas recidivantes de la EM, como el síndrome clínicamente aislado, la enfermedad recidivante-remitente y la enfermedad secundaria progresiva activa. Este medicamento se toma por vía oral. 
Los efectos secundarios más frecuentes de este medicamento son dolor de cabeza, hipertensión arterial y problemas hepáticos; otros efectos secundarios pueden ser infección, edema macular, arritmias y síndrome de encefalopatía posterior reversible. No debe utilizarse en personas alérgicas al cacahuete o a la soja. Actúa bloqueando los receptores de esfingosina-1-fosfato.   
Este medicamento fue aprobado para uso médico en los Estados Unidos en 2019 y en Europa en 2020. A una dosis de 2 mg al día, cuesta alrededor de 8 400 dólares estadounidenses al mes en los Estados Unidos a partir de 2021. En el Reino Unido, esta cantidad cuesta al NHS alrededor de 1 800 libras esterlinas . En los Estados Unidos solo está disponible a través de una farmacia especializada .  